# 청남국민학교
청남국민학교는 경상북도 영양군 청기면 청기로 559(저리 157-2)에 있었던 초등학교이다.

## 연혁
- 1934년 10월 10일 상청간이학교(上靑簡易學校) 설립 인가
- 1935년 4월 1일 상청간이학교 개교
- 1944년 3월 20일 상청공립국민학교 교명 변경
- 1946년 10월 22일 청남국민학교 교명 변경
- 1963년 5월 6일 청남국민학교 구매분교장 설립 인가
- 1964년 11월 9일 구매분교장 개교
- 1972년 3월 1일 구매국민학교 승격 분리
- 1983년 3월 1일 구매국민학교 분교장 격하 편입
- 1987년 3월 1일 병설유치원 개원
- 1993년 3월 1일 구매분교장 폐교 및 본교 통합
- 1994년 3월 1일 3학급으로 축소
- 1995년 3월 1일 폐교 및 입암국민학교 통합